# Thymallus
Thymallus és un gènere de peixos, l'únic de la subfamília Thymallinae de la família Salmonidae, amb espècies pròpies dona aigua dolça. Es distribueixen per rius del nord d'Euràsia.

## Taxonomia
- Thymallus arcticus (Pallas, 1776)
- Thymallus baicalensis Dybowski, 1874
- Thymallus brevipinnis Svetovidov, 1931
- Thymallus brevirostris Kessler, 1879
- Thymallus burejensis Antónov, 2004
- Thymallus grubii Dybowski, 1869
- Thymallus mertensii Valenciennes, 1848
- Thymallus nigrescens Dorogostaisky, 1923
- Thymallus pallasii Valenciennes, 1848
- Thymallus svetovidovi Knizhin i Weiss, 2009
- Thymallus thymallus (Linnaeus, 1758)
- Thymallus tugarinae Knizhin, Antónov, Safronov i Weiss, 2007
- Thymallus yaluensis T. Mori, 1928